# Alexander Hörbe
Alexander Hörbe (* 1968 in Berlin) ist ein deutscher Schauspieler.

## Leben
Er absolvierte von 1994 bis 1998 eine Schauspielausbildung an der Hochschule für Film und Fernsehen "Konrad Wolf" in Potsdam-Babelsberg. Im Jahr 2002 übernahm er die Rolle des Dr. Geritz in der Fernsehserie Wolffs Revier. Sein Schaffen umfasst mehr als 120 Film- und Fernsehproduktionen.
Dennoch blieb er dem Theater verbunden und wirkte an diversen Theaterproduktionen mit, etwa an "Eins, Zwei, Drei" am Hebbel-Theater und "Mann tut was Mann kann" am Schlossparktheater.
Er ist mit der Schauspielerin Friderikke-Maria Hörbe verheiratet. Sein Bruder ist der Schauspieler, Theaterregisseur und Bühnenautor Olaf Hörbe.

## Filmografie (Auswahl)
- 1998: Härtetest (1998)
- 1999: Warten ist der Tod
- 2000: Bella Block: Am Ende der Lüge (Fernsehreihe)
- 2000: Otto – Der Katastrofenfilm
- 2000: Gran Paradiso
- 2000: Zoom – It’s Always About Getting Closer
- 2001: Rette deine Haut
- 2001: Tatort: Kalte Wut
- 2002: Das beste Stück
- 2002: Tatort: Bienzle und der süße Tod
- 2004: Kleinruppin forever
- 2004: Das allerbeste Stück
- 2004: Der Stich des Skorpion
- 2004: Schöne Männer hat man nie für sich allein
- 2005: Die Mandantin
- 2006: Donna Leon – Das Gesetz der Lagune
- 2006: Neun Szenen
- 2006: Tatort: Das zweite Gesicht
- 2006: Tatort: Sternenkinder
- 2007: Tatort: Die Falle
- 2007: Duell in der Nacht
- 2007: Ein verlockendes Angebot
- 2008: Der Seewolf
- 2010: Renn, wenn du kannst
- 2010: Im Spessart sind die Geister los
- 2010: Drei
- 2010: Das blaue Licht
- 2010: Das Geheimnis in Siebenbürgen
- 2010: Ein Fall für Fingerhut
- 2010: Racheengel – Ein eiskalter Plan
- 2010: Sechs Tage Angst
- 2011: Notruf Hafenkante – Hunger auf Blut
- 2012: Alleingang
- 2012: Tod einer Polizistin
- 2012: Sushi in Suhl
- 2012: Das Ende einer Nacht
- 2012: Kommissarin Lucas – Bombenstimmung
- 2012: Mandy will ans Meer
- 2013: Kommissar Stolberg – Himmel und Hölle
- 2014: Helen Dorn: Das dritte Mädchen
- 2014: ... und dann kam Wanda (Fernsehfilm)
- 2014: Siebenschön
- 2015: Vorsicht vor Leuten
- 2015: Morden im Norden – Tödliche Beobachtung
- 2015: Wilsberg – Kein Weg zurück
- 2015: Kommissarin Heller – Schattenriss
- 2015: Happy Hour
- 2015: Einfach Rosa – Die Hochzeitsplanerin
- 2016: Dolores
- 2016: Letzte Spur Berlin – Gesetzeshüter
- 2016: Notruf Hafenkante – Verfolgt
- 2016: Tatort: Der König der Gosse
- 2017: Ein starkes Team – Gestorben wird immer
- 2017: Heldt – Dat Fenster nach’m Hof
- 2017: Der Hauptmann
- 2018: Südstadt
- 2018: Gundermann
- 2019: Die Spezialisten – Im Namen der Opfer
- 2019: Die Drei von der Müllabfuhr – Dörte muss weg
- 2019: SOKO Potsdam – Robin Hoods
- 2020: Erzgebirgskrimi – Tödlicher Akkord
- 2020: Unterleuten – Das zerrissene Dorf
- 2020: Faking Bullshit
- 2021: WaPo Berlin – Ein fast perfekter Mann
- 2021: Polizeiruf 110: Sabine
- 2021: Heute stirbt hier Kainer
- 2021: Die unheimliche Leichtigkeit der Revolution
- 2021: Tina mobil
- 2021: Hubert ohne Staller – Der nasse Tod
- 2022: Rabiye Kurnaz gegen George W. Bush
- 2022: Lehrer kann jeder! (Fernsehfilm)
- 2022: Tatort: Mord unter Misteln
- 2022: Kleo
- 2024: Sie sagt. Er sagt.
- 2024: SOKO Leipzig: Anna, Leni, Angeklagt
- 2024: Wilsberg – Blinde Flecken
- 2024: Ostfriesenschwur
- 2025: Ein ganz großes Ding (Fernsehfilm)